# Liste der Tourismusregionen der Slowakei
In der Slowakei gibt es offiziell folgende Regionen für Zwecke des Tourismus:

## Einteilung von 1980/1981
Diese Einteilung beruht auf den Dokumenten "Rajonizácia cestovného ruchu ČSSR" von 1962 und "Rajonizácia cestovného ruchu SSR" von 1980. Die Haupteinheit heißt "Tourismusgebiet" (oblasť cestovného ruchu). Die Haupteinheiten werden in der Regel in weitere 2–4 Untereinheiten unterteilt. Bei dieser Einteilung gelten der mittlere Teil des Donautieflands sowie der südöstliche Teil des Ostslowakischen Tieflands als keine Tourismusgebiete (sie sind also auch in der folgenden Liste nicht enthalten). In der Klammer steht an erster Stelle, falls vorhanden, der volkstümliche/abgekürzte Name, gefolgt von einer wörtlichen deutschen Übersetzung des offiziellen Namens:
- Bratislavská oblasť cestovného ruchu ("Bratislava"; Bratislava-Gebiet; einschließlich Záhorie (ohne Senica-Gebiet) und der Kleinen Karpaten)
- Podunajská oblasť cestovného ruchu ("Podunajsko"; Donau-Gebiet)
- Senická oblasť cestovného ruchu (Senica-Gebiet)
- Piešťansko-trenčianska oblasť cestovného ruchu (Piešťany-Trenčín-Gebiet)
- Žilinská oblasť cestovného ruchu (Žilina-Gebiet)
- Kysucká oblasť cestovného ruchu("Kysuce"; Kischütz-Gebiet)
- Malofatranská oblasť cestovného ruchu ("Malá Fatra"; Kleine-Fatra-Gebiet)
- Oravská oblasť cestovného ruchu ("Orava"; Arwa-Gebiet)
- Turčianska oblasť cestovného ruchu ("Turiec";Turz-Gebiet)
- Hornonitrianska oblasť cestovného ruchu ("Horná Nitra"; Ober-Neutra-Gebiet)
- Štiavnicko-kremnická oblasť cestovného ruchu (Banská Štiavnica-Kremnica-Gebiet)
- Levická oblasť cestovného ruchu(Levice-Gebiet)
- Poľanská oblasť cestovného ruchu ("Poľana"; Poľana-Gebiet )
- Nízkotatranská oblasť cestovného ruchu ("Nízke Tatry"; Niedere-Tatra-Gebiet ; einschließlich Liptau)
- Vysokotatranská oblasť cestovného ruchu ("Vysoké Tatry";Hohe-Tatra-Gebiet; einschließlich Zipser Magura und Pieniny)
- Spišská oblasť cestovného ruchu ("Spiš"; Zips-Gebiet)
- Oblasť cestovného ruchu Slovenského raja ("Slovenský raj"; Gebiet des Slowakischen Paradieses)
- Gemerská oblasť cestovného ruchu ("Gemer";Gemer-Gebiet)
- Juhoslovenská oblasť cestovného ruchu (Südslowakisches Gebiet; zwischen Levice und Slowakischem Karst)
- Oblasť cestovného ruchu Slovenského krasu ("Slovenský kras"; Gebiet des Slowakischen Karst)
- Košická oblasť cestovného ruchu ("Košice";Košice-Gebiet)
- Prešovská oblasť cestovného ruchu (Prešov-Gebiet)
- Vihorlatská oblasť cestovného ruchu ("Vihorlat"; Vihorlat-Gebiet)
- Laborecká oblasť cestovného ruchu (Laborec-Gebiet)

## Einteilung von 2004/2005
Diese Einteilung beruht auf dem Dokument "Regionalizácia cestovného ruchu v SR" von 2004, das vom Ústav turizmu, s.r.o. für das slowakische Wirtschaftsministerium erstellt wurde. Die Haupteinheit heißt "Tourismusregion" (región cestovného ruchu). Bei dieser Einteilung ist das Gebiet der Slowakei vollständig abgedeckt:
- Bratislavský región cestovného ruchu ("Bratislava"; Bratislava-Region)
- Podunajský región cestovného ruchu ("Podunajsko"; Donau-Region)
- Záhorský región cestovného ruchu ("Záhorie"; Marchauen-Region)
- Dolnopovažský región cestovného ruchu ("Dolné Považie"; Region des Unteren Waag-Gebiets)
- Strednopovažský región cestovného ruchu ("Stredné Považie";Region des Mittleren Waag-Gebiets)
- Severnopovažský región cestovného ruchu ("Severné Považie";Region des Nördlichen Waag-Gebiets)
- Nitriansky región cestovného ruchu ("Nitra"; Neutra-Region)
- Hornonitriansky región cestovného ruchu ("Horná Nitra"; Ober-Neutra-Region)
- Oravský región cestovného ruchu ("Orava"; Arwa-Region)
- Turčiansky región cestovného ruchu ("Turiec"; Turz-Region)
- Horehronský región cestovného ruchu ("Horehronie"; Ober-Gran-Region)
- Pohronský región cestovného ruchu ("Pohronie"; Gran-Gebiet)
- Ipeľský región cestovného ruchu ("Poiplie"; Eipel-Region)
- Gemerský región cestovného ruchu ("Gemer"; Gemer-Region)
- Liptovský región cestovného ruchu ("Liptov"; Liptau-Region)
- Tatranský región cestovného ruchu ("Tatry"; Tatra-Region)
- Spišský región cestovného ruchu ("Spiš"; Zips-Region)
- Košický región cestovného ruchu ("Košice"; Košice-Region)
- Šarišský región cestovného ruchu ("Šariš"; Scharosch-Region)
- Hornozemplínsky región cestovného ruchu ("Horný Zemplín"; Obersemplin)
- Dolnozemplínsky región cestovného ruchu ("Dolný Zemplín"; Niedersemplin)

Das entsprechende Dokument ist auf der Webseite economy.gov.sk vorzufinden, ebenso die konkrete Einteilung einschließlich der enthaltenen Bezirke und eine entsprechende Karte (hier unter "Regióny cestovného ruchu") befindet.

## Andere Einteilungen
Diverse Reiseführer und Kartenverlage haben ihre eigenen Einteilungen. Ein Beispiel ist die folgende Karte, die mit der obigen aktuellen offiziellen Einteilung größtenteils nicht übereinstimmt. Oft wird dabei Bezug auf geographische Gegebenheiten wie Gebirge oder historische Landschaften genommen, siehe zum Beispiel Kysuce, Hont, Zamagurie oder Podpoľanie:

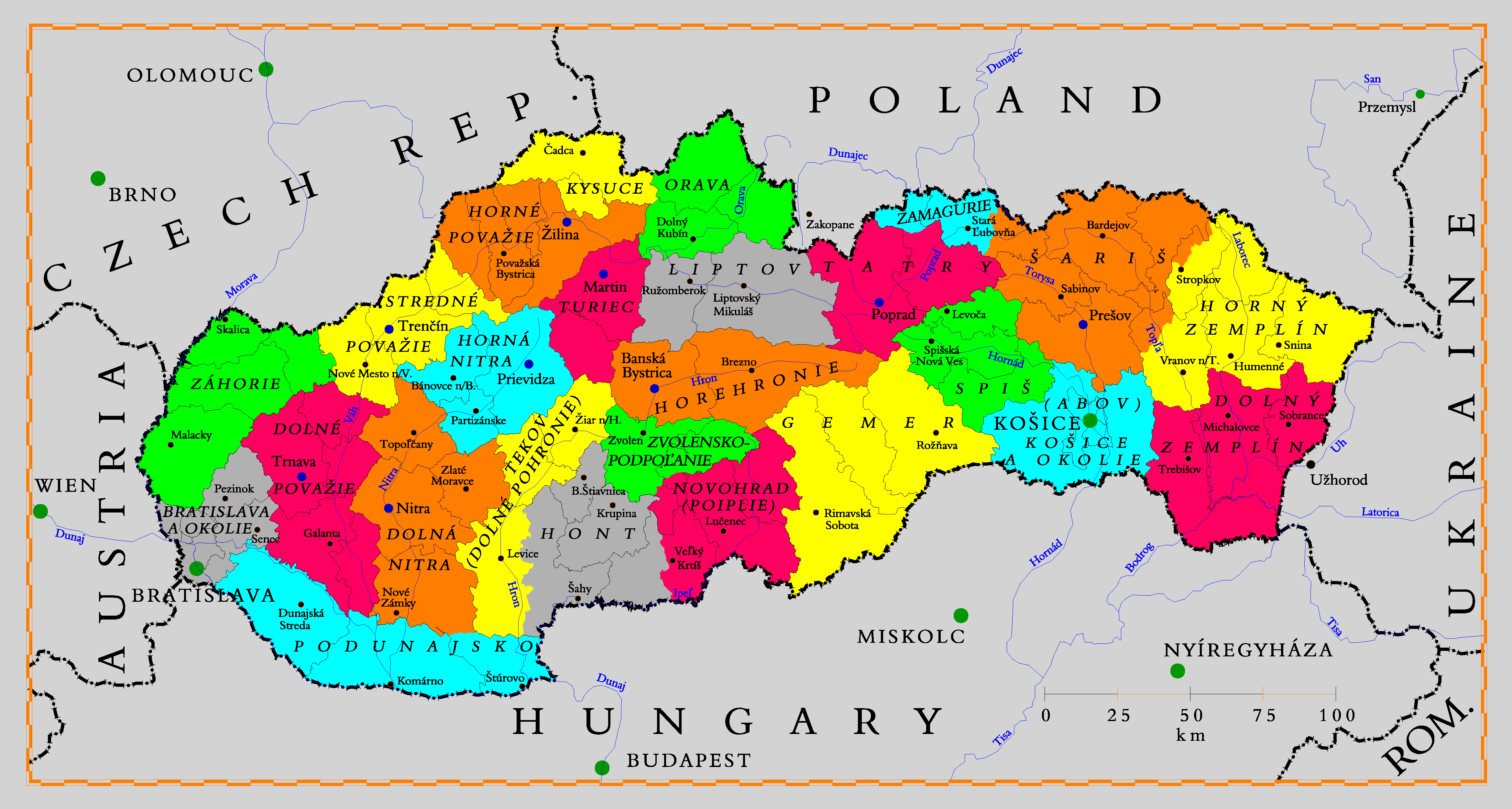
Ein Beispiel für inoffizielle Tourismusregionen in der Slowakei